# Radical 166
Le radical 166, qui signifie le village ou le li (une unité de mesure chinoise de distance), est un des 20 des 214 radicaux chinois répertoriés dans le dictionnaire de Kangxi composés de sept traits.
Le caractère Unicode de 里 est 91CC.

## Caractères avec le radical 166
| nombre de traits          | caractères |
| ------------------------- | ---------- |
| Sans trait supplémentaire | 里         |
| 2 traits supplémentaires  | 重         |
| 4 traits supplémentaires  | 野         |
| 5 traits supplémentaires  | 量         |
| 11 traits supplémentaires | 釐         |